# Procés de beatificació d'Antoni Gaudí

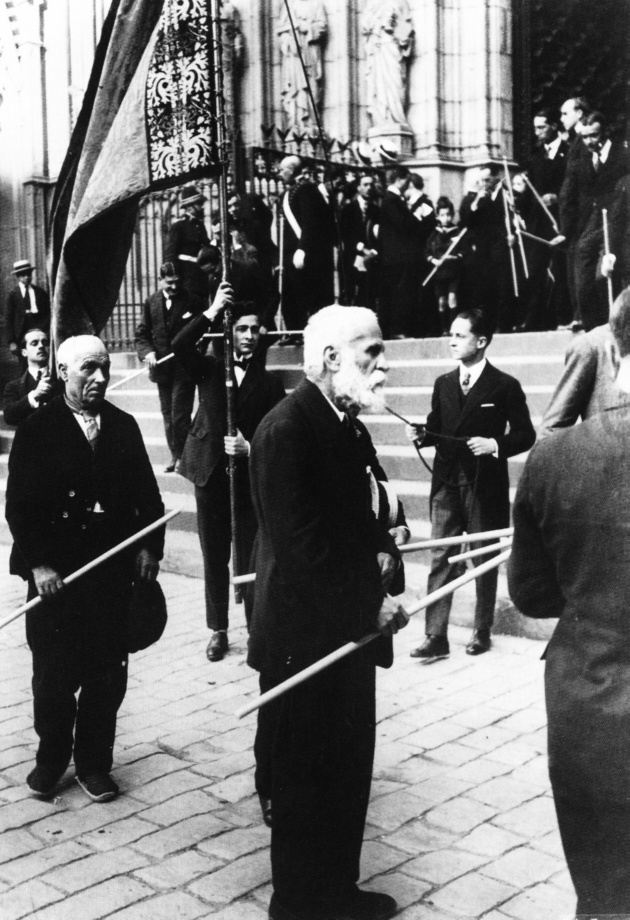
Gaudí a la processó de Corpus Christi (1924)

El procés de beatificació d'Antoni Gaudí es va iniciar oficialment el 18 de desembre de 2023, quan el papa Francesc va aprovar el decret que reconeix les virtuts heroiques de l’arquitecte català, fet que el declara Venerable dins l’Església Catòlica.
La causa de beatificació d'Antoni Gaudí (1852–1926) es va obrir a la Congregació per a les Causes dels Sants del Vaticà el juny de 2003, impulsada, des del 1992, per l'Associació pro Beatificació d’Antoni Gaudí. L'objectiu era que l’arquitecte fos declarat Venerable el 2016, coincidint amb els 90 anys de la seva mort. El procés es va basar en la seva vida religiosa, destacant la seva fe profunda reflectida a la seva obra. Amb aquest propòsit, l'aleshores arquebisbe Ricard Maria Carles va viatjar a Roma acompanyat de membres de l'Associació Probeatificació d'Antoni Gaudí, responsables d'impulsar la causa.
L’associació va difondre la seva figura durant més de vint anys a través de materials en diversos idiomes. Es van presentar dos possibles miracles atribuïts a la seva intercessió, incloent la curació d’una dona cega a Reus. També es va elaborar una biografia exhaustiva per Josep Maria Tarragona, basada en testimonis de persones que el van conèixer. A més, es va obrir una causa de beatificació per a dotze persones relacionades amb Gaudí i assassinades el 1936.
El papa Benet XVI, durant la consagració del Temple Expiatori de la Sagrada Família l’any 2010, va descriure Gaudí com un «cristià conseqüent i arquitecte genial».
El procés de beatificació va ser continuat posteriorment per una associació canònica creada per l’arquebisbat de Barcelona. Antoni Gaudí, conegut com l’arquitecte de Déu per la seva obra a la basílica de la Sagrada Família de Barcelona, és considerat per l’Església un testimoni de fe i de vida cristiana. El decret del 2023 va ser autoritzat durant una audiència amb el prefecte de la Congregació per a les Causes dels Sants, el cardenal Marcello Semeraro.
Per a la beatificació, però, és necessari el reconeixement d’un miracle atribuït a la seva intercessió. Un segon miracle, ocorregut després de la beatificació, permetria la canonització.
Segons Vatican News, Gaudí considerava la construcció de la Sagrada Família com una missió divina i hi va consagrar la seva vida amb una profunda espiritualitat. Segons la mateixa font, la seva fe, marcada per influències benedictines i franciscanes, es va reflectir en una arquitectura innovadora i simbòlica. Va afrontar dificultats i adversitats amb valentia i confiança en Déu, fins al punt d’adoptar una vida ascètica i retirar-se de tota altra activitat per dedicar-se exclusivament al temple.